# H.B. Foged-Christiansen
H.B. Foged-Christiansen er et pseudonym for et dansk forfatterpar bestående af Bent Christiansen og Harly Foged.
Foged-Christiansen udgav i 1980 Muldvarpekrigen: Østtysk spionage i Danmark, som blandt andet indeholder sagen om Stasi-agenten Jörg Meyer.
I 1986 udgav forfatteren kriminalromanen Operation Rødgrød - dræb partiet på forlaget Modtryk.
Bent Christiansen dækkede som journalist Jörg Meyer-sagen for sin avis, den kommunistiske Land og Folk.
Gennem den kommunistiske forsvarsadvokat Christian Vilhelm Hagens havde Christiansen fået adgang til de hemmelige dele af sagen.
Christiansen og Fogeds bog Muldvarpekrigen var kritisk mod Jörg Meyer, og det medførte at Christiansen blev fyret fra avisen. 
Den østtyske ambassade mistænkte endda Christiansen for at være agent for Politiets Efterretningstjeneste, hvilket han år senere benægtede og gav som grund for sin kritik af Jörg Meyer: "Jeg synes bare, at Jörg Meyer var et dumt svin og en kold skid".